# 1483 Хакоїла
1483 Хакоїла (1483 Hakoila) — астероїд головного поясу, відкритий 24 лютого 1938 року.
Тіссеранів параметр щодо Юпітера — 3,333.